# Рамадан (місяць)
Рамадан (араб. رمضان‎) або Рамаза́н (крим. Ramazan, тур. Ramazan) — дев'ятий місяць мусульманського місячного календаря.
У цей місяць мусульмани постяться в світлий час доби від початку ранкових сутінків до заходу сонця, а після закінчення місяця відзначають свято Ураза-байрам (Ід аль-Фітр).
Слово рамадан в перекладі з арабської означає «пекучу спеку», «гарячий», «жаркий». Однак часто буває, що Рамадан випадає на зиму. Ісламський календар є місячним, і місяці починаються з молодика. Місячний рік коротший сонячного на 10,875 днів, отже, місяць рамадан з кожним роком настає раніше на 10 або 11 днів.

## Події
- 2 день

Послання Таурата (Тори) пророку Мусі (Мойсею)
- 10 день

Смерть Хадіджи бінт Хувайліда
- 12 день

Послання Інджія (Євангеліє) пророку Ісі (Ісус Христос)
- 15 день

Народження Хасана ібн Алі
Святкові заходи з нагоди народження Мухаммада аль-Махді в країнах Перської затоки (каркіан)
- 17 день

Битва при Бадрі
- 18 день

Послання Забур (Псалтир) пророку Давуд (цар Давид)
- 19 день

Замах на Алі ібн Абу Таліба
- 20 день

завоювання Мекки
- 21 день

Смерть Алі ібн Абу Таліба